# Vahi Öz

Ahretten Gelen Adam, (l'home que va venir del més enllà), una de les pel·lícules de Vahi Öz

Vahe Ozinyan més conegut com a Vahi Öz (Istanbul, 3 de novembre de 1911 - 12 de febrer de 1969) fou un actor de teatre i cinema turc. Pertanyent a la comunitat armenia turca, va néixer a Istanbul en temps otomans. Va iniciar la seva carrera d'actor en un teatre, quan estudiava en el liceu, a Samsun, el 1928. Entre 1938 i 1945 va participar en teatre de ràdio a la Ràdio d'Ankara. Es va convertir en un actor de Yeşilçam amb la pel·lícula Bir Dağ Masalı ("Una història de muntanya"), el 1947. Com a actor de gènere, Vahi Öz ha creat caràcters còmics com Horoz Nuri (Nuri el gall) i Rüknettin. Horoz Nuri gairebé sempre és un marit, nuvi o seguidor de Bedia, interpretada per l'actriu Mualla Sürer. Segons la font, la gent pensava que eren matrimoni. Es va casar cinc vegades, un temps amb la cantant Saime Sinan i un altre amb l'actriu Jale Öz (m. 2005), ambdues turques. Va morir de càncer de pròstata, a la seva ciutat natal d'Istanbul, l'any 1969.